# Fosfan
Fosfan je hydrid fosforu o vzorci PH3. Jeho molekula má tvar pyramidy s úhlem HPH = 93,5°. Čistý fosfan není samozápalný vzněcuje se však díky přítomnosti stop difosfanu P2H4 nebo par bílého fosforu P4. Zapálen se oxiduje vzduchem a může tvořit výbušné směsi. Je velmi jedovatý. Na rozdíl od amoniaku NH3 není v kapalném stavu disociován a je jen nepatrně rozpustný ve vodě. Roztoky nejsou ani kyselé ani zásadité[zdroj?]. Reaguje však s některými kyselinami za vzniku fosfoniových solí.
PH3 + HI → PH4I
Fosfan je též silným redukčním činidlem a reaguje s roztoky mnoha kovových iontů za vzniku fosfidů. V zásaditém roztoku probíhá reakce:
P + 3 H2O + 3 e → PH3 + 3 OH−.
Čistý plyn je bez zápachu, typický zápach technického fosfanu po rybině nebo česneku je způsoben nečistotami.

## Toxicita
Hlavní vstupní cestou do organismu je vdechování plynného fosfanu. Při požití kovových fosfidů (zejména hliníku a zinku) dochází v trávicím traktu k hydrolýze a uvolnění fosfanu. Vdechování plynu způsobuje silné podráždění plic, jejich edém, srdeční dysfunkci, excitaci CNS, kóma, případně smrt. Objevují se také zažívací potíže, poškození ledvin a leukopenie.
Po požití fosfidů se objevuje podráždění vedoucí až k hemorrhagii, oběhový kolaps, neuropsychiatrické potíže, selhání dýchacích funkcí a ledvin. Později se může objevit poškození jater. Byla publikována řada zpráv o vysoké mortalitě (nad 50 %) u otrav fosfidy v Indii. Fosfid zinečnatý se dříve všeobecně používal jako rodenticid. Nyní je jeho použití dle zákona o rostlinolékařské péči omezeno na profesionální použití.  Nákup je podmíněn odbornou způsobilostí pro 2. nebo 3. stupeň odborné způsobilosti pro nakládání s přípravky na ochranu rostlin podle § 86, 86a a 86b zákona č. 326/2004 Sb., o rostlinolékařské péči.
K smrti při otravě dochází obvykle do čtyř dnů, ale může k ní dojít za jeden nebo dva týdny. Posmrtné analýzy ukázaly infiltraci a nekrózu srdečního svalu, plicní edém a poškození malých cév.
Chronická expozice způsobuje bolesti zubů, otok až nekrózu čelistí, slabost, ztrátu váhy, anémii a samovolné zlomeniny.
Fosfan se z těla vylučuje jednak nezměněný ve vydechovaném vzduchu, a dále také močí v podobě fosfornanů a fosforitanů. Oxidace fosfanu v těle je pomalá. Fosfan denaturuje oxyhemoglobin a inhibuje řadu enzymů.
Byly zaznamenány případy smrtelných otrav již při koncentraci fosfanu 1,2 mg/m3. Při požití fosfidu zinečnatého nastala smrt již u dávky 4,5 g, naopak bylo hlášeno přežití i u dávky 50 g.
U králíků se při koncentraci 70 mg/m3 po dobu 10 minut neobjevily žádné příznaky, ovšem expozice koncentraci 140 mg/m3 byla smrtelná během 2,5–3 hodin a při koncentraci 700 mg/m3 nastala smrt za 25–30 minut. Při podávání fosfidu zinečnatého potkanům uhynulo 1 z 12 zvířat při 200 mg/kg a při 500 mg/kg 10 z 12 zvířat. Dávka 100 mg/kg a méně nebyla smrtelná, nicméně byl pozorován úbytek hemoglobinu a červených krvinek.